# كريس بولدر
كريس بولدر (بالإنجليزية: Chris Bolder)‏ هو لاعب كرة قدم بريطاني في مركز الوسط، ولد في 19 أغسطس 1982 في كينغستون أبون هال في المملكة المتحدة. لعب مع غريمسبي تاون.